# Thomisus nossibeensis
Thomisus nossibeensis är en spindelart som beskrevs av Embrik Strand 1907. Thomisus nossibeensis ingår i släktet Thomisus och familjen krabbspindlar.
Artens utbredningsområde är Madagaskar. Inga underarter finns listade i Catalogue of Life.